# Caxias Futebol Clube
Maillots
Le Caxias Futebol Clube est un club brésilien de football fondé le 12 octobre 1920 et basé dans la ville de Joinville dans l'État de Santa Catarina.
De 1976, date de la fusion de son équipe première avec l'América Futebol Clube de Joinville (pour former le Joinville Esporte Clube), à 1996, date de la recréation d'une équipe, il ne dispute aucune rencontre officielle. 
Le club évolue lors de ses matchs à domicile à l'Estádio Ernesto Schlemm Sobrinho, surnommé l'Ernestão. Le stade a une capacité maximum de 5 000 places.

## Historique
Le club a compté parmi ses rangs plusieurs joueurs notables, comme le gardien Jairo do Nascimento, dit "La Pantera", international brésilien et joueur le plus capé de l'histoire de Coritiba, et Adalberto Kretzker, dit "Mickey", buteur ayant joué pour São Paulo et le Deportivo Cali. Les deux quitteront Caxias en 1970 pour Fluminense, avec qui ils gagneront le championnat l'année suivante.
D'autres joueurs notoires comme Osni Fontan et Norberto Hoppe ont fait les beaux jours des Gualicho dans les années 60 et 70. Juarez Teixeira, vainqueur et meilleur buteur, respectivement en 1956 et 1960, du championnat panaméricain avec le Brésil, fait un passage éphémère avec le club en 1954. Marcus Diniz passe par les équipes de jeunes du club avant d'intégrer le centre de formation de l'AC Milan.

## Palmarès
- Championnat de l'État de Santa Catarina :
  - Vainqueur : 1929, 1954 et 1955[4].

- Championnat de l'État de Santa Catarina D2 :
  - Vainqueur : 2002.

- Championnat de l'État de Santa Catarina D3 :
  - Vainqueur : 2009.